# Баланове (Миколаївський район)
Бала́нове — село в Україні, у Чорноморській сільській громаді Миколаївського району Миколаївської області. Населення становить 83 особи.

## Населення

### Мова
Розподіл населення за рідною мовою за даними перепису 2001 року:
| Мова       | Кількість | Відсоток |
| ---------- | --------- | -------- |
| українська | 80        | 96.39%   |
| російська  | 3         | 3.61%    |
| Усього     | 83        | 100%     |